# АІ-28
АІ-28 — перспективний турбовентиляторний двигун розробки компаній «Івченко-Прогрес» та «Мотор Січ» для перспективних модифікацій літаків.

## Призначення
Двигун АІ-28 може знайти застосування на регіональних літаках місткістю від 80 до 130 пасажирів. Також він призначений, зокрема для лінійки регіональних літаків Ан-148. Усі застосовувані на АІ-28 деталі й вузли оригінальні, нової розробки з максимальним використанням вітчизняного науково-технічного доробку. Підприємство вже давно[скільки?] працює над експериментальними вузлами та випробовує їх. На завершення розробки АІ-28, за словами генерального конструктора, потрібно близько шести років.[коли?]
В Запоріжжі розпочаті науково-дослідні та дослідно-конструкторські роботи зі створення авіадвигуна АІ-28Х для регіональних літаків з надвисоким ступенем двоконтурності та поліпшеною на 15 відсотків економічністю.[джерело?]

## Розробка
Генеральний конструктор ДП «Івченко-Прогрес» Ігор Кравченко оцінював[коли?] необхідні бюджетні витрати для підготовки серійного виробництва АІ-28 до 2015 року в $250 млн. Науково-дослідні та дослідно-конструкторські роботи зазвичай фінансуються державою. Ще близько $80 млн, за його словами, готові вкласти ПАТ «Мотор Січ», ДП «Івченко-Прогрес» та ДП «Антонов».
Кабінет Міністрів України своїм розпорядженням від 7 листопада 2012 року № 970-р вперше включив проект розробки і серійного виробництва турбореактивного двоконтурного двигуна АІ-28 до держпрограми розвитку внутрішнього виробництва.
При створенні двигуна керуються наступною ідеологією:
- Двигун АІ-28 призначений для застосування на новітніх модифікаціях літака Ан-148, а також на тих, що розробляються перспективних пасажирських і транспортних літаках.
- АІ-28 є двигуном нового покоління з надвисоким ступенем двоконтурності. Високі показники термодинамічного циклу та прогресивна конструкція дозволяють забезпечити:

- Питому витрату палива на 15…20 % нижче, ніж в наявних двигунів[які?] цього класу тяги;
- Істотне поліпшення екологічних характеристик.

- Застосування редуктора дозволяє зменшити вагу двигуна, кількість аеродинамічних поверхонь в газоповітряному тракті й трудомісткість виготовлення при забезпеченні високої паливної ефективності.
- Двигун розробляється на базі наявного науково-технічного доробку і найкращих конструктивних рішень, що використовуються у двигунах Д-27, АІ-222-25, Д-436Т1, Д-18Т.

У 2011—2014 роках передбачалося створення дослідної партії двигунів та елементів двигуна, їх подальші сертифікаційні випробування та коригування РКД перед запуском у виробництво.

## Модифікації
Планується створення й серійне виробництво та забезпечення експлуатації двигунів AI-28 і його модифікацій AI-28-1, AI-28-2.

## Порівняльні характеристики
| Параметр                                                  | Д-436T1        | Д-436T2        | Д-436T3        | Д-436ТП        | Д-436ТП-ФМ     | АІ-28          |
| --------------------------------------------------------- | -------------- | -------------- | -------------- | -------------- | -------------- | -------------- |
| Габаритні розміри                                         | 3829x1802x1949 | 3829x1802x1949 | 3829x1802x1949 | 4170x1640x1915 | 4170x1640x1915 | 4164х1715х2128 |
| Суха маса кг.                                             | 1 450          | 1 520          | 1 600          | 1 450          | 1 450          | 1700           |
| Ресурс двигуна годин                                      | 40 000         | 40 000         | 40 000         | 40 000         | 40 000         |                |
| Злітний режим (Н=0, Мп=0, MCA)                            |                |                |                |                |                |                |
| Тяга, кгс                                                 | 7 500          | 8 400          | 9 400          | 7 500          | 8200           | 7800           |
| Питома витрата пального кг/кгс∙год                        | 0.37           | 0.371          | 0.396          | 0.37           | 0.37           | 0,246          |
| Максимальний крейсерський режим (Н=11000 м, Мп=0,75, MCA) |                |                |                |                |                |                |
| Тяга, кгс                                                 | 1 600          | 1 700          | 1 790          | 1 500          | 1 500          | 1500           |
| Питома витрата пального кг/кгс∙год                        | 0.64           | 0.638          | 0.631          | 0.61           | 0.61           | 0,535          |

## Експлуатаційні переваги
Зниження питомої витрати палива при застосуванні двигуна АІ-28 на літаках сімейства Ан-148 дозволить заощадити 310—315 кг палива за 1 годину крейсерського польоту, що еквівалентно 405—473 $ при ціні палива 1500 $ за тонну. При річному нальоті 2000 годин, економія палива складе більше 900 тис. $. Зниження прямих експлуатаційних витрат складе близько 10 % . Використання двигуна АІ-28 на модифікаціях літака Ан-148, збільшує його тягооснащення у спекотних умовах на 10-11 %[джерело?].